# Bledius fergussoni
Bledius fergussoni är en skalbaggsart som beskrevs av Joy 1912. Bledius fergussoni ingår i släktet Bledius och familjen kortvingar. Arten är reproducerande i Sverige. Inga underarter finns listade i Catalogue of Life.